# Pimenta racemosa
Pimenta racemosa är en myrtenväxtart som först beskrevs av Philip Miller, och fick sitt nu gällande namn av John William Moore. Pimenta racemosa ingår i släktet Pimenta och familjen myrtenväxter.
Pimenta racemosa växer i Västindien och Nordamerika. Ur dess blad framställs den nejlikedoftande bayoljan, oleum myricæ som används i hårtvättningsmedel och parfymer.

## Underarter
Arten delas in i följande underarter:
- P. r. grisea
- P. r. hispaniolensis
- P. r. ozua
- P. r. racemosa
- P. r. terebinthina

## Bildgalleri

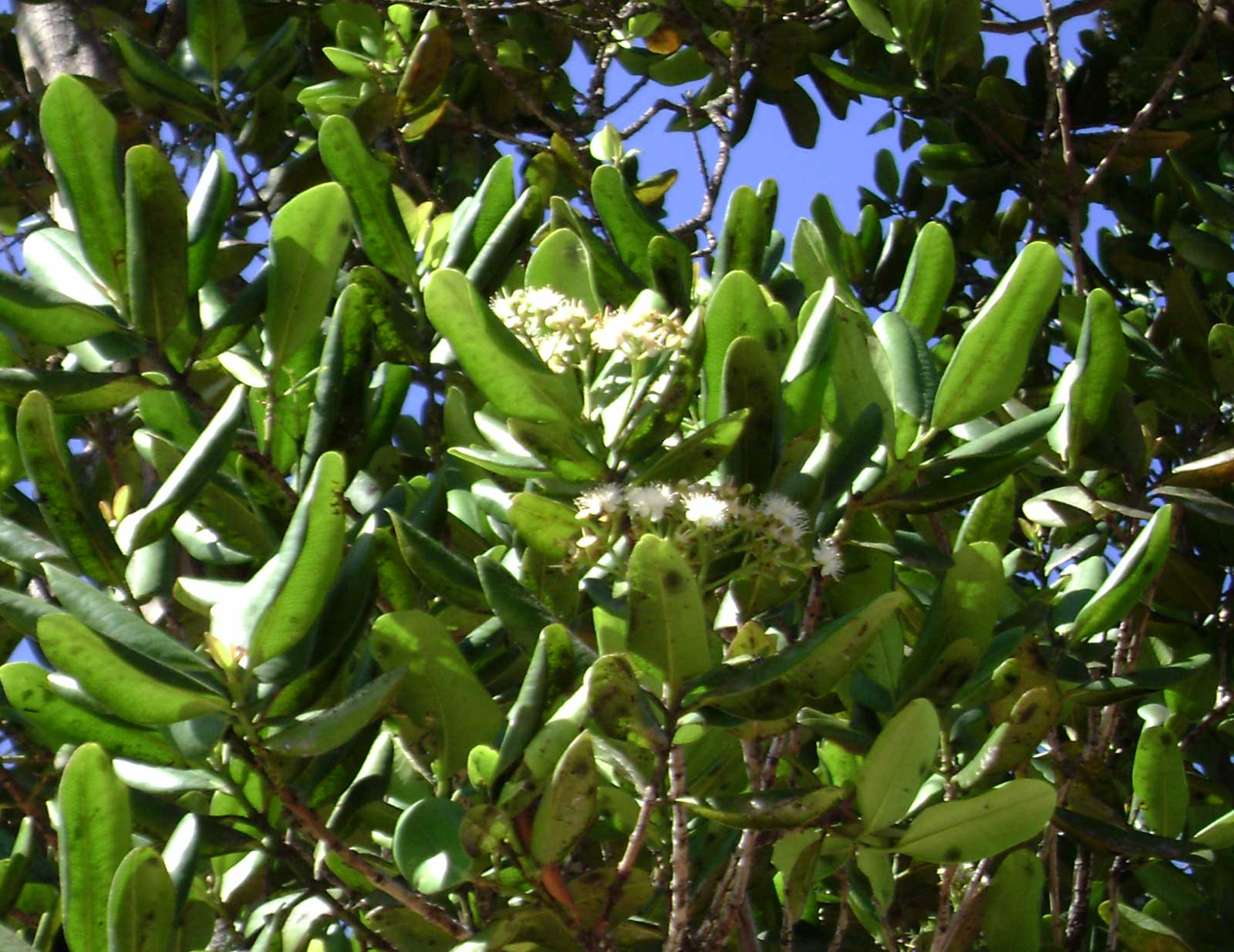
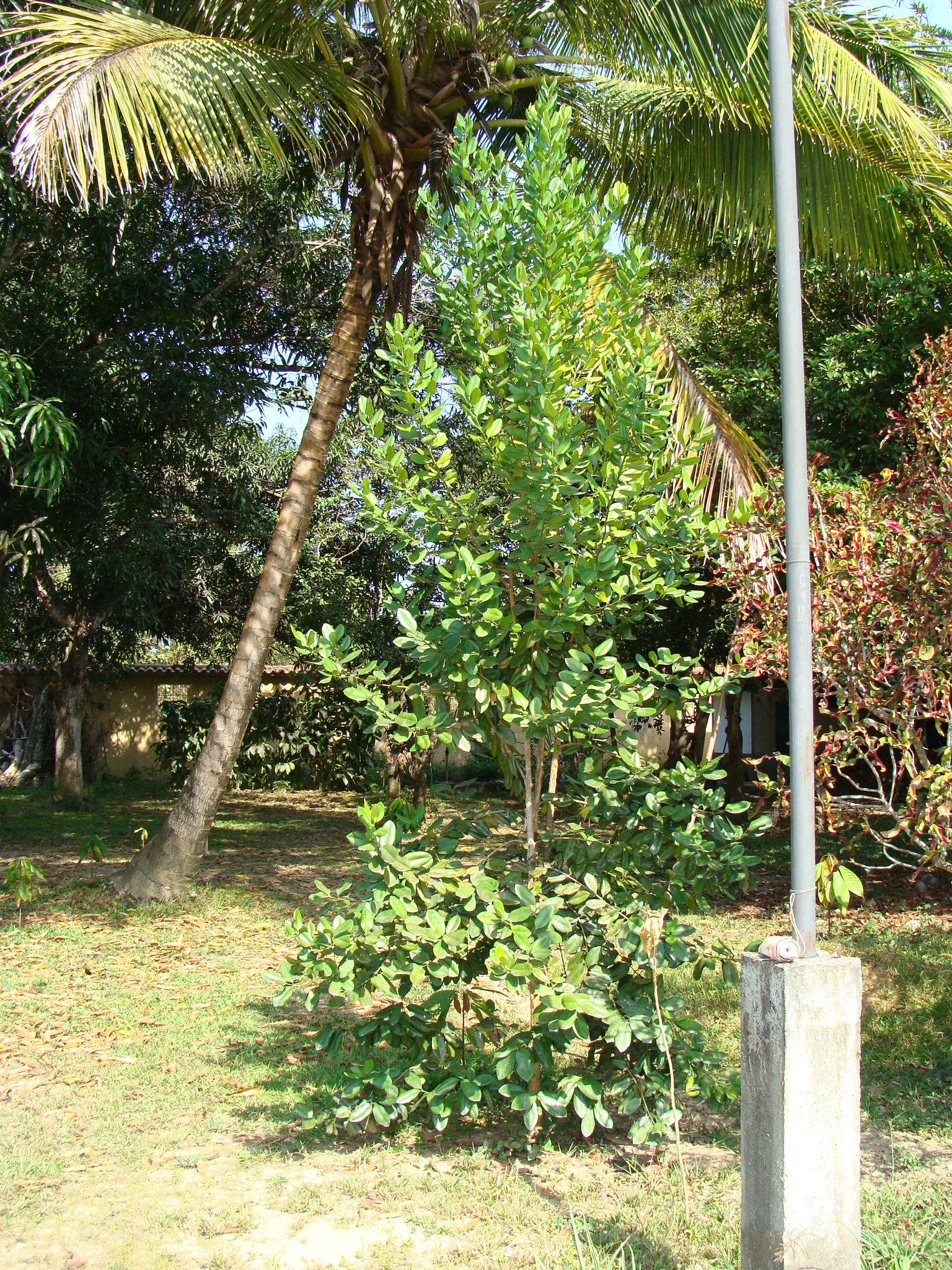
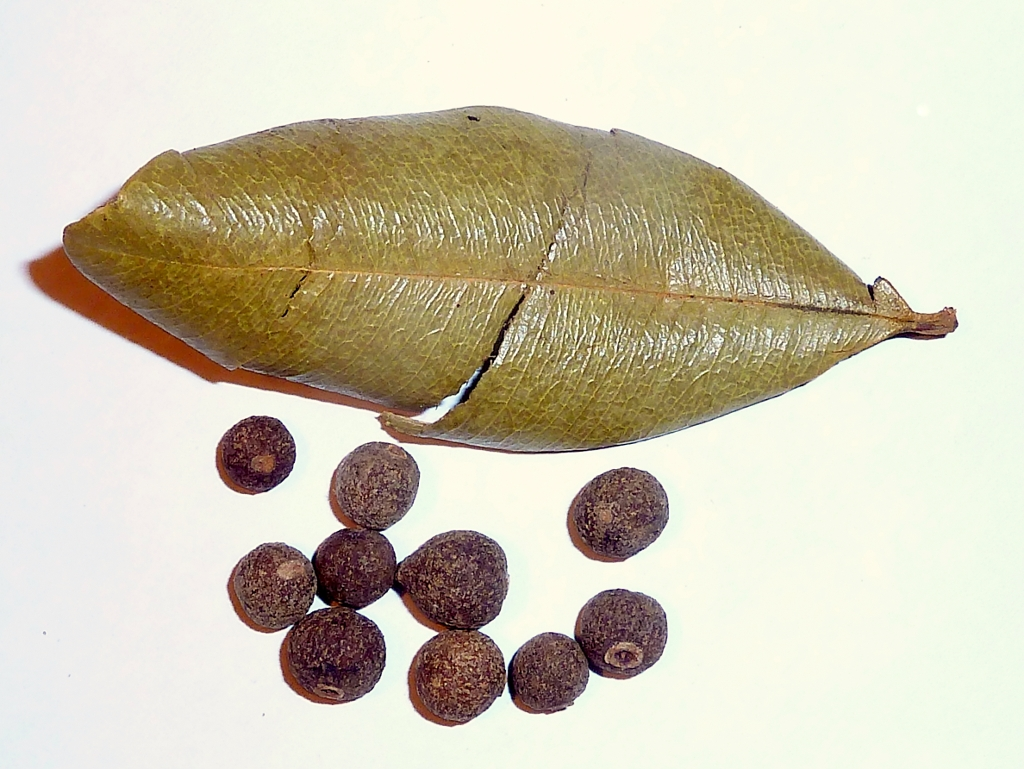
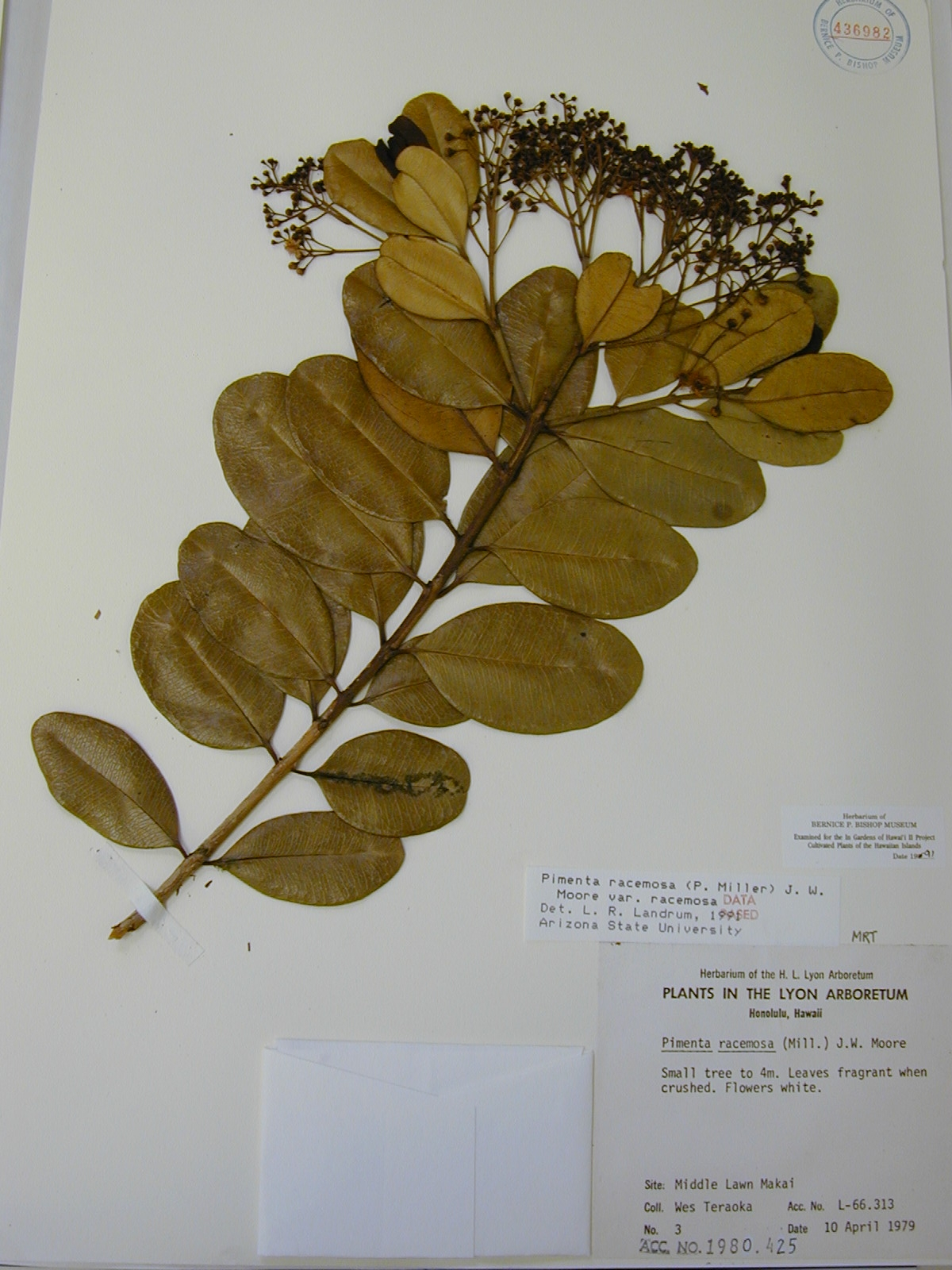
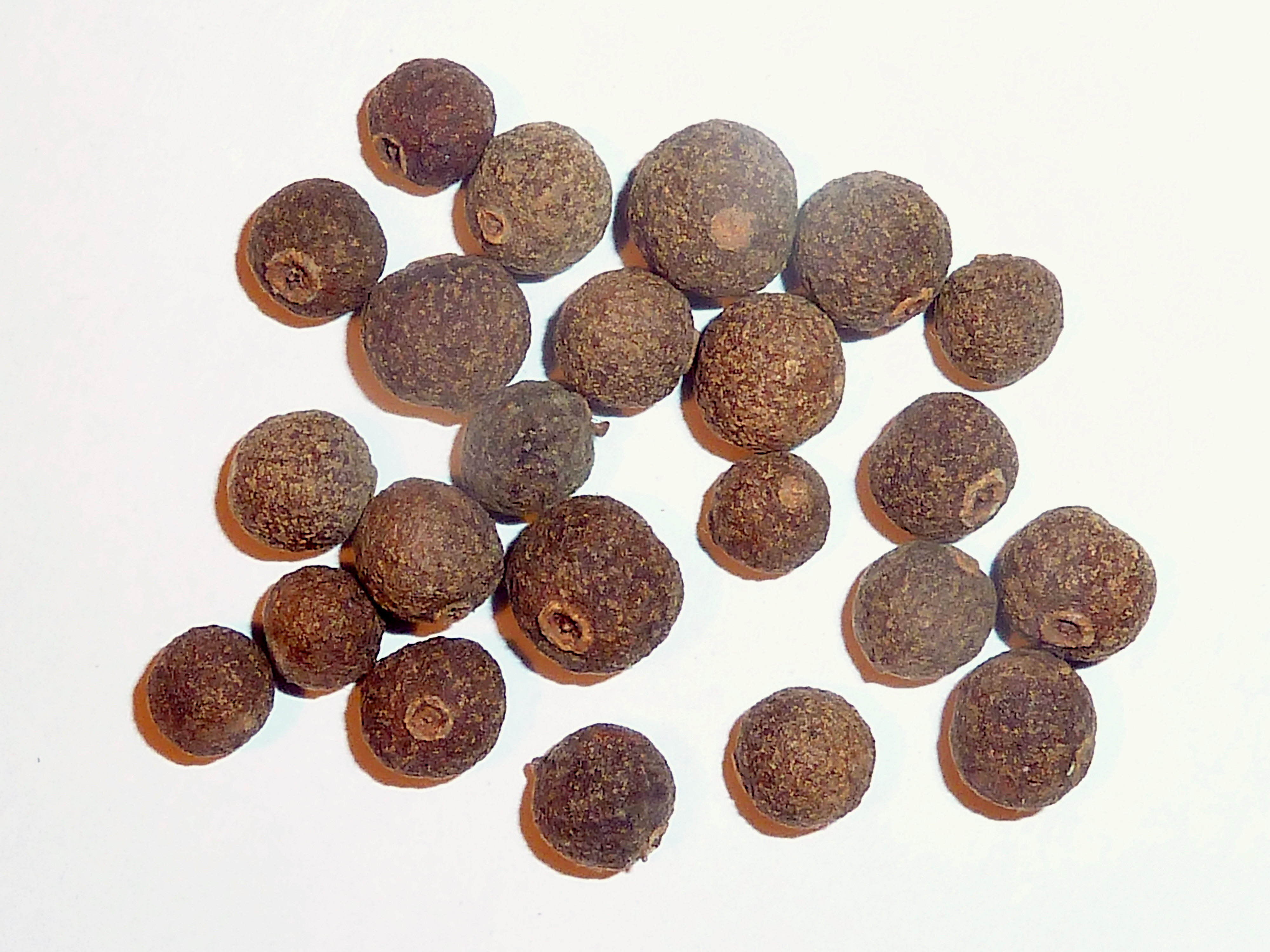
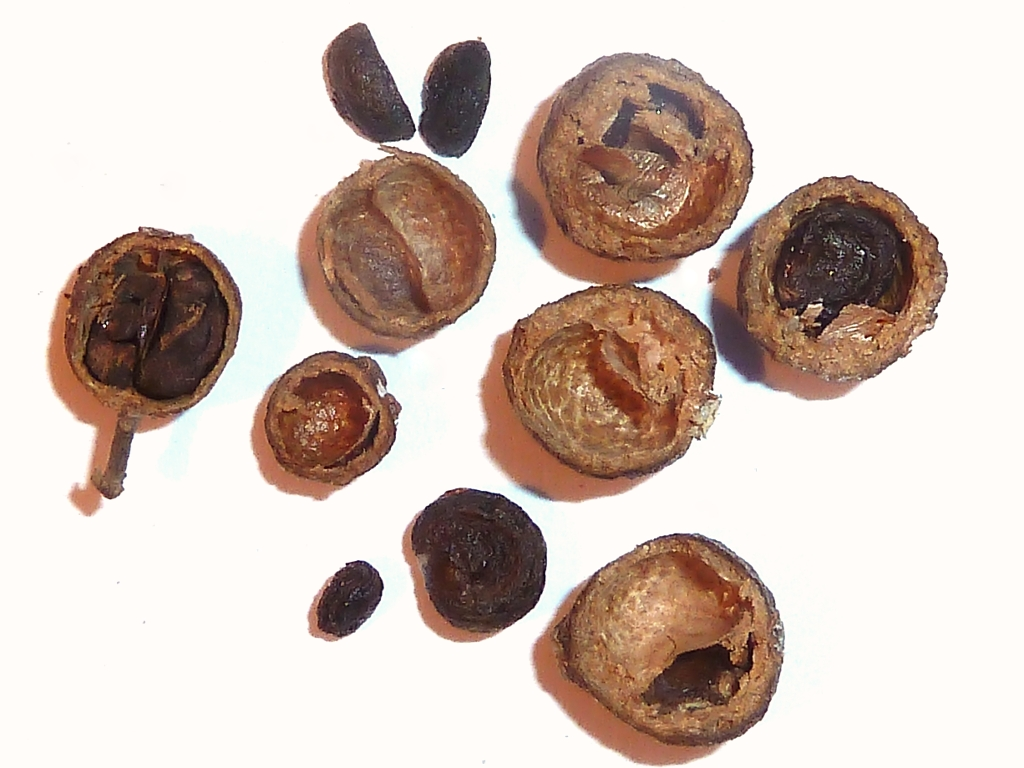